# Enrique Hertzog

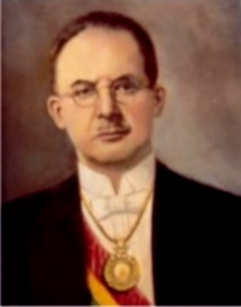
Enrique Hertzog Garaizabal

Enrique Hertzog Garaizábal (*  10. Dezember 1896 in La Paz; † 18. Dezember 1980 in Buenos Aires, Argentinien) war ein bolivianischer Politiker und Diplomat.

## Leben
Enrique Hertzog Garaizábal besuchte das Colegio San Calixto, studierte Medizin an der Universität Mayor de San Andrés in La Paz und in Paris. In den 1920er Jahren war er Mitglied der Partido Genuino Republicano von Daniel Salamanca Urey. Von 1932 bis 1935 war er Kriegsminister im Chacokrieg. Er war Präfekt des Departamentos La Paz. Von 1940 bis 1943 war er Innenminister, Minister für Bildung und Kommunikation, Kriegsminister, Minister für Gesundheit und Hygiene in der Regierung von Enrique Peñaranda del Castillo. 1940 wurde er Senator.
1947 wurde er durch eine neue Partei aus Anhängern von Bautista Saavedra Mallea, Genuine die Partido de la Unión Republicana Socialista (PURS) zum Präsidenten gewählt. Er setzte sich gegen den liberalen Kandidaten Fernando Guachalla und Víctor Paz Estenssoro von der MNR durch. Er bildete ein Regierungskabinett mit einem Arbeitsminister, den die PIR stellte, und weckte Erwartungen auf wirtschaftlichen Fortschritt in der Bevölkerung. 1947 war gekennzeichnet von Absatzproblemen bei Zinn. Was die Zinnbergbauunternehmen nicht ermutigte, einer Lohnforderung von 60 % nachzukommen. Sondern im Fall von Siglo XX mit Unterstützung der Nationalbank alle Beschäftigten entließ und handverlesen wieder zu Mindestlohn einstellte.
Seine Regierung war der Opposition der Movimiento Nacionalista Revolucionario ausgesetzt.
1949 konnten die linken Parteien einen Zuwachs an Wählern verbuchen. Die Parteileitung der Partido de la Unión Republicana Socialista zweifelte, ob Enrique Hertzog Garaizabal den Status quo erhalten konnte und überzeugte ihn zum Rücktritt aus gesundheitlichen Gründen. Sein Vizepräsident Mamerto Urriolagoitia Harriague wurde Präsident.
Von 1949 bis April 1952 war Enrique Hertzog Garaizabal Botschafter Mamerto Urriolagoitia und Hugo Ballivián bei Francisco Franco. Auch nach der Machtübernahme durch die Movimiento Nacionalista Revolucionario blieb er in Madrid im Exil. Im Mai 1957, nach dem die Regierung von Hernán Siles Zuazo die Internierungslager für die Falange Socialista Boliviana geschlossen hatte, kehrte er nach Bolivien zurück und übernahm die Leitung der Partido de la Unión Republicana Socialista von Gabriel Gozálvez, der gestorben war,
ging aber bald darauf nach Buenos Aires.
1964 nach dem Putsch von René Barrientos Ortuño suchte er ein weiteres Mal erfolglos politische Verbündete in Bolivien.